# Zagoricse
Zagoricse (macedónul: Загориче) település Észak-Macedóniában, a Pelagonijai körzet Demir Hiszar-i járásában.

## Népesség
| Lakosok száma | 208  | 225  | 247  | 255  | 299  | 253  | 140  | 115  | 94   |
|               | 1948 | 1953 | 1961 | 1971 | 1981 | 1991 | 1994 | 2002 | 2021 |

2002-ben 115 lakosa volt, akik mindannyian macedónok.